# Наруто-Мару
Наруто-Мару (Naruto Maru) — судно, яке під час Другої світової війни взяло участь у операціях японських збройних сил у Індонезії та Меланезії.

## Початок історії судна
«Наруто-Мару» спорудили в 1934 році на верфі Yokohama Dock у Йокогамі для судноплавної компанії Nippon Yusen Kaisha.
10 лютого 1942-го судно реквізували для потреб Імперського флоту Японії. До 10 березня «Наруто-Мару» пройшло певне переобладнання на верфі компанії Mitsubishi у Йокогамі.

## Воєнна служба
З 24 березня по 5 травня 1942-го судно здійснило рейс до Південно-Східної Азії, під час якого, зокрема, відвідало порти Кендарі та Макассар (південно-східний та південно-західний півострови острова Целебес відповідно) і Такао (наразі Гаосюн на Тайвані).
З 14 травня по 14 липня 1942-го «Наруто-Мару» виконало два кругові рейси між Токійською затокою та Рабаулом на острові Нова Британія у архіпелазі Бісмарка (після висадки тут у січні японського десанту Рабаул перетворився на головну передову базу, з якої провадились операції на Соломонових островах і сході Нової Гвінеї).
З 19 липня по 4 серпня 1942-го судно пройшло ремонт на верфі у Йокогамі, а 13—25 серпня знову пройшло в Рабаул. На той час у регіоні вже розпочалась шестимісячна битва за Гуадалканал, і 7—8 вересня «Наруто-Мару» перейшло до якірної стоянки Шортленд (прикрита групою невеликих островів Шортленд акваторія біля південного завершення острова Бугенвіль, де зазвичай відстоювались бойові кораблі та перевалювались вантажі для подальшої відправки на схід Соломонових островів). 10—11 вересня судно повернулось у Рабаул, а 14—23 вересня пройшло назад до Токійської затоки.
З 3 жовтня по 2 грудня 1942-го відбувся черговий рейс до Меланезії, під час якого «Наруто-Мару» відвідало всі ті ж Рабаул та Шортленд (з 23 жовтня по 3 листопада).
16—24 грудня 1942-го судно пройшло з Токійської затоки до Рабаула, проте цього разу його подальший маршрут не передбачав повернення до Японії. Натомість «Наруто-Мару» відвідало Південно-Східну Азію, де побувало у Макассарі на острові Целебес (14—17 січня 1943-го), на сході Яви у Сурабаї (19—25 січня), на східному узбережжі Борнео в Балікпапані (з 27 січня по 2 лютого), а 10 лютого повернулось до Рабаула. 24—25 лютого судно перейшло на Шортленд, звідки вже 26 лютого вирушило до Маршаллових островів, де відвідало атоли Малоелап і Кваджелейн. Нарешті 7—15 березня «Наруто-Мару» пройшло до Токійської затоки.
На початку квітня 1943-го «Наруто-Мару» відвідало Шанхай, а 3—10 травня пройшло в конвої № 3503 із Йокосуки на Трук у центральній частині Каролінського архіпелагу (ще до війни тут облаштували головну базу японського ВМФ у Океанії). 12—15 травня судно перейшло до Рабаула (конвой №1121), звідки повернулось на Трук 21—25 травня (конвой №2212). 2—10 червня в конвої № 4602 «Наруто-Мару» пройшло назад до Токійської затоки.
До кінця червня 1943-го «Наруто-Мару» побувало у Куре, 2—8 липня пройшло на Трук (конвой № 3702A), звідки здійснило круговий рейс до Рабаула (конвої № 1142 та № 2262).
31 липня 1943-го «Наруто-Мару» вирушило назад до Японії (конвой №4731). 3 серпня воно прибуло на Сайпан (Маріанські острови), а 5 серпня відвідало розташований поруч острів Тініан і тієї ж доби повернувся назад. 6 серпня загін рушив з Сайпану, при цьому на «Наруто-Мару» тепер перебувало 10 тисяч мішків з цукром. На світанку 8 серпня 1943-го в районі за тисячу кілометрів на північний захід від Сайпану та за три сотні кілометрів південніше від островів Огасавара конвой був атакований американським підводним човном USS Whale. Останній уразив «Наруто-Мару» двома торпедами, одна з яких влучила в машинне відділення. Судно почало тонути, при цьому в якийсь момент вибухнули його власні глибинні бомби. За шість хвилин «Наруто-Мару» затонуло, загинуло 18 членів екіпажу та 12 пасажирів. Ще три сотні осіб врятував есмінець «Асанагі».